# Allonby Bay
Allonby Bay är en vik i Storbritannien. Den ligger i riksdelen England, i den centrala delen av landet. Delar av viken är naturskyddsområde.